# Rillettes

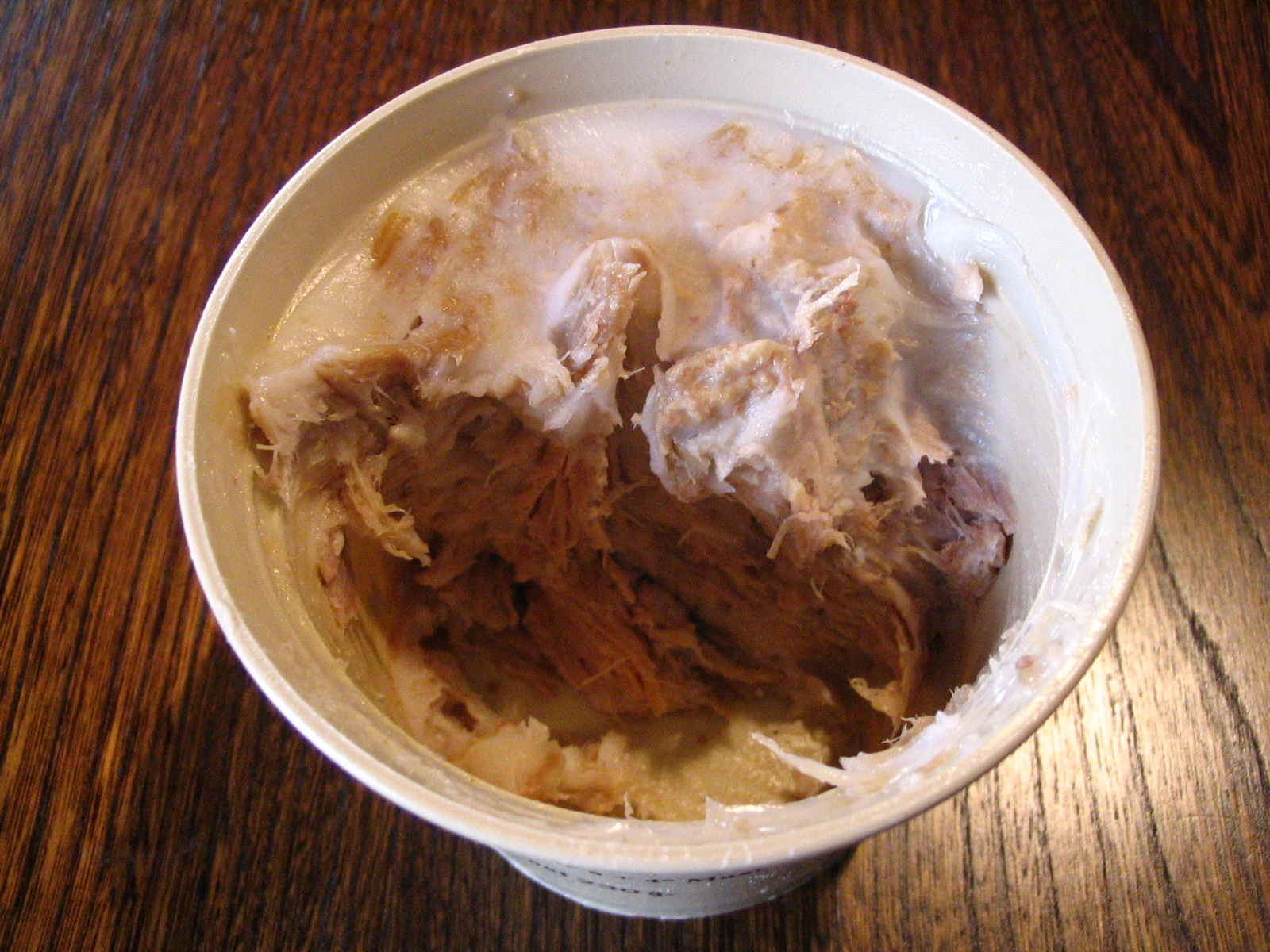
Rillettes uit Le Mans

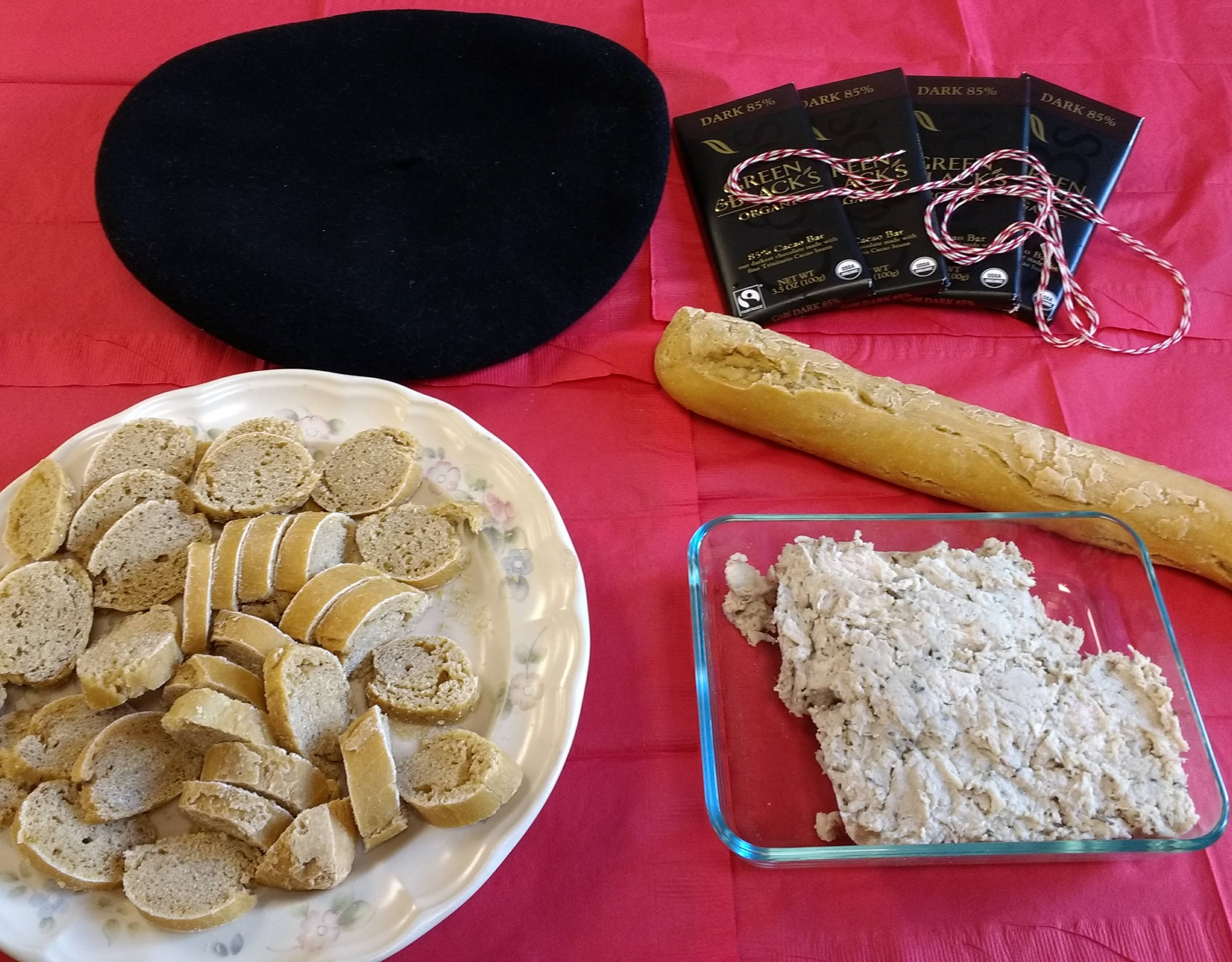
Een traditionele servering van rillettes uit Le Mans, met huisgemaakt brood en donkere chocolade

Rillettes zijn een smeersel bereid uit vlees, vergelijkbaar met paté. Het vlees wordt in blokjes of plakken gesneden, gezouten en langzaam in vet gekookt, om vervolgens afgekoeld te worden met zodanig veel vet dat er een pasta ontstaat. Rillettes worden normaliter opgediend op kamertemperatuur en gebruikt als smeerbaar broodbeleg op al dan niet geroosterd brood.

## Ingrediënten
Doorgaans worden rillettes geproduceerd met varkensvlees. Het smeersel kan tevens worden bereid uit andere vleessoorten, zoals gans, eend, kip, hoendervogels en konijn. Soms wordt ook vis gebruikt, zoals ansjovis, tonijn, zalm of makreel.
Schrijver François Rabelais noemde rillettes ´de bruine confituur van het varken´ (brune confiture de cochon).

## Regionale variaties
Het in Midden-Frankrijk gelegen Sarthe (Le Mans), Tours en Anjou staan bekend als herkomstplaats van rillettes. Varkensrillettes uit de regio's Tours en Anjou zijn vermaard vanwege de rijke textuur en bronskleur, veroorzaakt door het kookproces. Rillettes uit het aangrenzende departement Sarthe kenmerken zich door een rustiekere textuur en grotere stukken varkensvlees. 
De uit Quebec stammende cretons zijn enigszins gelijkend op rillettes.